# 탈라 (사우스더블린주)

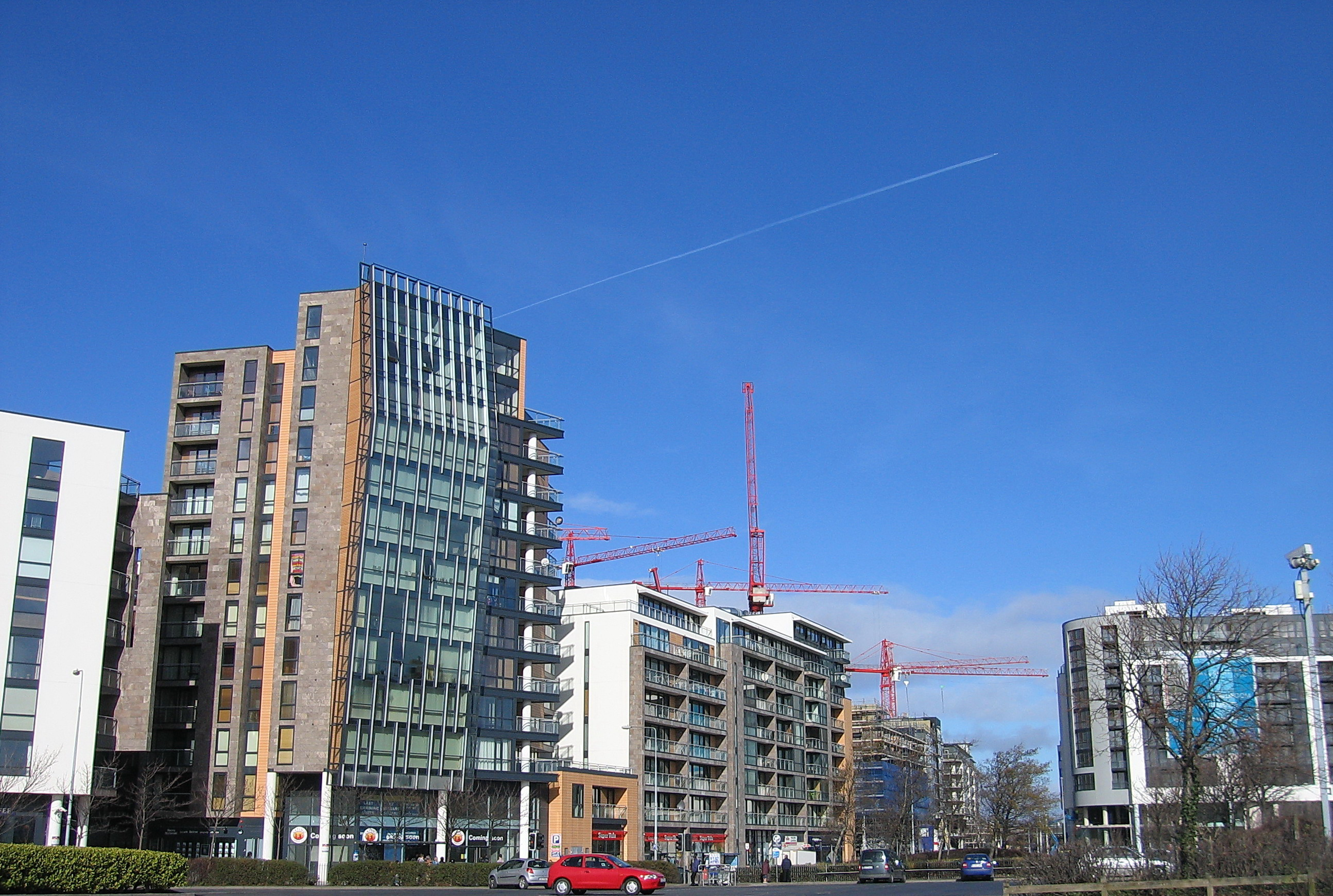

탈라(영어: Tallaght, 아일랜드어: Tamhlacht)는 아일랜드 사우스더블린주의 주도이다.